# Parma Associazione Sportiva 1954-1955
Questa pagina raccoglie i dati riguardanti il Parma Associazione Sportiva nelle competizioni ufficiali della stagione 1954-1955.

## Stagione
Nella stagione 1954-1955 il Parma ha disputato il campionato di Serie B, un campionato a 18 squadre che prevedeva due promozioni e due retrocessioni, con 33 punti la squadra ducale si è piazzata in nona posizione. Il torneo cadetto è stato vinto con 50 punti dal Lanerossi Vicenza che è salito in Serie A con il Padova che ha ottenuto il secondo posto con 42 punti. Sono retrocesse in Serie C il Treviso ed il Pavia.
La stagione 1954-55 è difficile per una neopromossa come il Parma, la guida tecnica viene affidata a Ivo Fiorentini che non cambia molto il volto della squadra, in attacco Julius Korostelev e Cestmir Vycpalek nonostante il salto di categoria si fanno rispettare, ben spalleggiati dall'ala Aldo Fontana che realizza 8 reti in stagione. In difesa Raimondo Taucar, Aldo Monardi e Osvaldo Biancardi danno consistenza ad un reparto che permette al Parma di cedere in casa una sola volta contro il Cagliari.

## Rosa
| N. |                   | Ruolo | Calciatore        |
| -- | ----------------- | ----- | ----------------- |
|    | Italia (bandiera) | C     | Bruno Alfier      |
|    | Italia (bandiera) | A     | Luciano Bandoli   |
|    | Italia (bandiera) | A     | Giorgio Bartolini |
|    | Italia (bandiera) | D     | Osvaldo Biancardi |
|    | Italia (bandiera) | D     | Ivo Cocconi       |
|    | Italia (bandiera) | A     | Stelio Darin      |
|    | Italia (bandiera) | D     | Claudio Darni     |
|    | Italia (bandiera) | A     | Paolo Erba        |
|    | Italia (bandiera) | A     | Edmondo Fabbri    |
|    | Italia (bandiera) | A     | Aldo Fontana      |
|    | Italia (bandiera) | C     | Giuseppe Fortini  |

| N. |                           | Ruolo | Calciatore        |
| -- | ------------------------- | ----- | ----------------- |
|    | Italia (bandiera)         | D     | Giovanni Griffith |
|    | Italia (bandiera)         | C     | Virginio Guidazzi |
|    | Cecoslovacchia (bandiera) | A     | Július Korostelev |
|    | Italia (bandiera)         | C     | Gaetano Maccagni  |
|    | Italia (bandiera)         | P     | Enzo Magnanini    |
|    | Italia (bandiera)         | P     | Gino Menozzi      |
|    | Italia (bandiera)         | C     | Pietro Miniussi   |
|    | Italia (bandiera)         | D     | Aldo Monardi      |
|    | Italia (bandiera)         | C     | Giorgio Schiavon  |
|    | Italia (bandiera)         | D     | Raimondo Taucar   |
|    | Cecoslovacchia (bandiera) | C     | Čestmír Vycpálek  |

## Risultati

### Campionato

#### Girone di andata
| Arbitro: | Marchese (Napoli) |

|                           |           |                 |
| Alfier 60’ Korostelev 65’ | Marcatori | 8’, 29’ Marsili |

| Arbitro: | Alterio (Roma) |

|                          |           |                       |
| Gasparini 3’ Bettini 16’ | Marcatori | 76’ (rig.) Korostelev |

| Parma 3 ottobre 1954 3ª giornata | Parma           | 0 – 0 | Legnano | Stadio Ennio Tardini\| Arbitro: \| Pieri (Trieste) \| |
| Arbitro:                         | Pieri (Trieste) |       |         |                                                       |

| Arbitro: | Boati (Milano) |

|                          |           |                |
| Fontana 57’ Maccagni 77’ | Marcatori | 14’ Zamperlini |

| Arbitro: | Perego (Milano) |

|                     |           |          |
| Cabas 31’ Lugli 78’ | Marcatori | 29’ Erba |

| Arbitro: | Menchini (Udine) |

|          |           |  |
| Erba 30’ | Marcatori |  |

| Arbitro: | De Gregorio (Legnano) |

|                            |           |  |
| Stabellini 14’ Ferrari 51’ | Marcatori |  |

| Arbitro: | Ferrari (Milano) |

|          |           |             |
| Erba 81’ | Marcatori | 17’ Orlandi |

| Arbitro: | De Gregorio (Legnano) |

|                                         |           |                          |
| Guidazzi 7’ Korostelev 44’ Vycpálek 59’ | Marcatori | 4’ Maselli 61’ Carradori |

| Arbitro: | Griggi (Brescia) |

|                                 |           |                           |
| Stivanello 7’ Zorzin 65’ (rig.) | Marcatori | 40’ Bartolini 84’ Fontana |

| Arbitro: | Agnolin (Bassano del Grappa) |

|             |           |              |
| Simeoli 82’ | Marcatori | 59’ Vycpálek |

| Parma 19 dicembre 1954 12ª giornata | Parma              | 0 – 0 | Lanerossi Vicenza | Stadio Ennio Tardini\| Arbitro: \| Marchetti (Milano) \| |
| Arbitro:                            | Marchetti (Milano) |       |                   |                                                          |

| Arbitro: | Grignani (Milano) |

|                      |           |             |
| Paulinich 81’ (rig.) | Marcatori | 46’ Fontana |

| Parma 2 gennaio 1955 14ª giornata | Parma            | 0 – 0 | Simmenthal-Monza | Stadio Ennio Tardini\| Arbitro: \| Menchini (Udine) \| |
| Arbitro:                          | Menchini (Udine) |       |                  |                                                        |

| Arbitro: | Marangio (Roma) |

|                    |           |          |
| Marra 1’ Perin 27’ | Marcatori | 53’ Erba |

| Arbitro: | Griggi (Brescia) |

|              |           |                 |
| Vycpálek 23’ | Marcatori | 87’ Massagrande |

| Arbitro: | Ferrari (Milano) |

|                                       |           |                                  |
| De Prati 9’ Occhetta 53’ Biagioli 69’ | Marcatori | 4’ (aut.) Fongaro 54’ Korostelev |

#### Girone di ritorno
| Arbitro: | Grillo (Napoli) |

|             |           |                           |
| Santoni 53’ | Marcatori | 28’ Fontana 88’ Bartolini |

| Arbitro: | Smorto (Reggio Calabria) |

|                      |           |           |
| Fontana 5’ Darin 83’ | Marcatori | 23’ Carta |

| Arbitro: | Alterio (Roma) |

|                              |           |             |
| Mustoni 39’ Rebizzi 68’, 82’ | Marcatori | 11’ Fontana |

| Arbitro: | Campanati (Milano) |

|                       |           |                          |
| Giovetti 5’ Raise 57’ | Marcatori | 28’ Fontana 55’ Vycpálek |

| Parma 6 marzo 1955 22ª giornata | Parma            | 0 – 0 | Modena | Stadio Ennio Tardini\| Arbitro: \| Griggi (Brescia) \| |
| Arbitro:                        | Griggi (Brescia) |       |        |                                                        |

| Pavia 13 marzo 1955 23ª giornata | Pavia           | 0 – 0 | Parma | Stadio Comunale\| Arbitro: \| Rigato (Mestre) \| |
| Arbitro:                         | Rigato (Mestre) |       |       |                                                  |

| Parma 20 marzo 1955 24ª giornata | Parma             | 0 – 0 | Arsenaltaranto | Stadio Ennio Tardini\| Arbitro: \| Grignani (Milano) \| |
| Arbitro:                         | Grignani (Milano) |       |                |                                                         |

| Arbitro: | Mori (Cremona) |

|                   |           |                          |
| Fabbri 65’ (rig.) | Marcatori | 50’ Vycpálek 61’ Fontana |

| Arbitro: | Marangio (Roma) |

|                                  |           |              |
| Miniussi 60’ (aut.) Lucchesi 58’ | Marcatori | 65’ Guidazzi |

| Parma 17 aprile 1955 27ª giornata | Parma              | 0 – 0 | Padova | Stadio Ennio Tardini\| Arbitro: \| Campanati (Milano) \| |
| Arbitro:                          | Campanati (Milano) |       |        |                                                          |

| Arbitro: | Valsecchi (Milano) |

|                |           |                         |
| Korostelev 12’ | Marcatori | 68’ Sanna 88’ Mezzalira |

| Arbitro: | Mori (Cremona) |

|                                   |           |              |
| Giaroli 25’ (rig.) Campagnoli 28’ | Marcatori | 57’ Vycpálek |

| Arbitro: | Marangio (Roma) |

|                       |           |           |
| Korostelev 25’ (rig.) | Marcatori | 78’ Dozzo |

| Arbitro: | Grillo (Napoli) |

|                    |           |             |
| Cocconi 27’ (aut.) | Marcatori | 31’ Monardi |

| Arbitro: | Coppa (Como) |

|          |           |  |
| Erba 54’ | Marcatori |  |

| Arbitro: | Agnolin (Bassano del Grappa) |

|                 |           |              |
| Massagrande 75’ | Marcatori | 83’ Vycpálek |

| Arbitro: | Grignani (Milano) |

|                             |           |                      |
| Vycpálek 11’ Korostelev 67’ | Marcatori | 10’ (rig.) Svorenich |

## Statistiche

### Statistiche di squadra
| Competizione | Punti | In casa | In casa | In casa | In casa | In casa | In casa | In trasferta | In trasferta | In trasferta | In trasferta | In trasferta | In trasferta | Totale | Totale | Totale | Totale | Totale | Totale | DR |
| Competizione | Punti | G       | V       | N       | P       | Gf      | Gs      | G            | V            | N            | P            | Gf           | Gs           | G      | V      | N      | P      | Gf     | Gs     | DR |
| ------------ | ----- | ------- | ------- | ------- | ------- | ------- | ------- | ------------ | ------------ | ------------ | ------------ | ------------ | ------------ | ------ | ------ | ------ | ------ | ------ | ------ | -- |
| Serie B      | 33    | 17      | 6       | 10      | 1       | 17      | 12      | 17           | 2            | 7            | 8            | 20           | 28           | 34     | 8      | 17     | 9      | 37     | 40     | -3 |

### Statistiche dei giocatori
| Giocatore     | Campionato | Campionato |
| Giocatore     | Presenze   | Reti       |
| ------------- | ---------- | ---------- |
| E. Magnanini  | 2          | ?          |
| G. Menozzi    | 32         | ?          |
| I. Cocconi    | 21         | 0          |
| C. Darni      | 4          | 0          |
| A. Monardi    | 23         | 1          |
| O. Biancardi  | 34         | 0          |
| G. Griffith   | 13         | 0          |
| R. Taucar     | 22         | 0          |
| B. Alfier     | 28         | 1          |
| P. Miniussi   | 27         | 0          |
| G. Schiavon   | 13         | 0          |
| C. Vycpalek   | 25         | 8          |
| G. Maccagni   | 5          | 1          |
| G. Bartolini  | 17         | 2          |
| A. Fontana    | 23         | 8          |
| V. Guidazzi   | 16         | 2          |
| P. Erba       | 27         | 5          |
| L. Bandoli    | 5          | 0          |
| J. Korostelev | 22         | 7          |
| S. Darin      | 6          | 1          |
| G. Fortini    | 1          | 0          |
| E. Fabbri     | 8          | 0          |